# Número de Aquiles

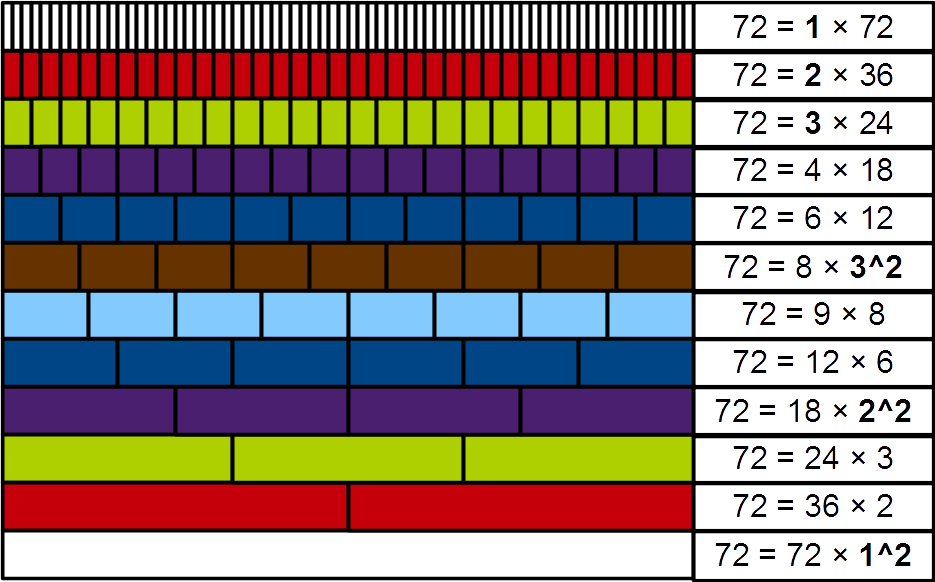
Demostración con regletas de Cuisenaire de que el número 72 es poderoso

Un número de Aquiles es tal que es poderoso pero no es una potencia perfecta. Un entero positivo n es un número poderoso si, por cada factor primo p de n, p2 es también un divisor de n. En otras palabras, cada factor primo aparece al menos al cuadrado en la factorización. Todos los números de Aquiles son poderosos. Sin embargo, no todos los números poderosos son números de Aquiles: solo aquellos que no se pueden representar como mk, donde m y k son números enteros positivos mayores que 1.
Los números de Aquiles fueron nombrados así por Henry Bottomley en honor a Aquiles, un héroe de la guerra de Troya, que también era poderoso pero imperfecto. Los números de Aquiles fuertes son aquellos cuyas indicatrices de Euler también son números de Aquiles.

## Secuencia de números de Aquiles
Un número n = p1a1p2a2…pkak es poderoso si min(a1, a2, …, ak) ≥ 2. Si además el mcd de (a1, a2, …, ak) = 1, entonces el número es un número de Aquiles.
Los números de Aquiles hasta el 5000 son:
72, 108, 200, 288, 392, 432, 500, 648, 675, 800, 864, 968, 972, 1125, 1152, 1323, 1352, 1372, 1568, 1800, 1944, 2000, 270912, 270912, 270912 , 2888, 3087, 3200, 3267, 3456, 3528, 3872, 3888, 4000, 4232, 4500, 4563, 4608, 5000 (sucesión A052486 en OEIS).
El par más pequeño de números de Aquiles consecutivos es:
5425069447 = 73 × 412 × 972
5425069448 = 23 × 260412

## Ejemplos
108 es un número poderoso. Su factorización es 22 · 33, por lo que sus factores primos son 2 y 3. Tanto 22 = 4 como 32 = 9 son divisores de 108. Sin embargo, 108 no se puede representar como mk, donde m y k son números enteros positivos mayores que 1, luego 108 es un número de Aquiles.
360 no es un número de Aquiles porque no es poderoso. Uno de sus factores primos es 5 pero 360 no es divisible por 52 = 25.
Finalmente, 784 no es un número de Aquiles. Es un número poderoso, porque no solo 2 y 7 son sus únicos factores primos, sino que también 22 = 4 y 72 = 49 son sus divisores. Sin embargo, es una potencia perfecta:
{\displaystyle 784=2^{4}\cdot 7^{2}=(2^{2})^{2}\cdot 7^{2}=(2^{2}\cdot 7)^{2}=28^{2}.\,}
En consecuencia, no es un número de Aquiles.
500 = 22 × 53 es un número de Aquiles fuerte, ya que su indicatriz de Euler de 200 = 23 × 52 también es un número de Aquiles.